# Aaron Nusbaum
Aaron Nusbaum (* 13. Januar 1993 in Toronto) ist ein kanadischer Beachvolleyballspieler.

## Karriere
Nusbaum spielte während seiner Ausbildung an der Dr. G.W. Williams Secondary School in Aurora und an der Queen’s University (Kingston) in Kingston Volleyball in der Halle. Er begann aber auch schon früh mit dem Spiel im Sand und wurde in dieser Disziplin nationaler Meister der U14 und U16.
2010 erreichte Nusbaum mit Grant O’Gorman den neunten Rang bei der U19-Weltmeisterschaft in Porto. 2011 gewann das Duo die Bronzemedaille bei der U19-WM in Umag. Bei den Québec Open der FIVB World Tour kam Nusbaum mit Sam Pedlow nicht über die „Country Quota“ hinaus. 2012 wurden Nusbaum/O’Gorman Neunte der U21-WM in Halifax. Bei der U21-WM 2013 in Umag mussten sie sich erst im Endspiel den Brasilianern Guto/Allison geschlagen geben. 2014 schied er hingegen mit Dallas Keith bei der U23-WM in Mysłowice früh aus. 2015 trat Nusbaum bei drei Turnieren der NORCECA-Serie mit Michael Plantinga an. Dabei wurde er Fünfter in North Bay, Sechster in Varadero und Neunter in Tavares.
2016 bildete er ein neues Duo mit Ryan Vandenburg. Auf der NORCECA-Tour wurden Nusbaum/Vandenburg Vierte auf Grand Cayman und Fünfte in Punta Cana. 2017 belegten sie bei den kontinentalen Turnieren in La Paz und Grand Cayman den siebten und vierten Platz. In Ocho Rios spielte Nusbaum mit Josh Binstock und wurde Dritter. Nusbaum/Vandenburg qualifizierten sich über die NORCECA-Ausscheidung für die Weltmeisterschaft in Wien.